# Pandemia de COVID-19 en Piauí
El primer caso de la pandemia de COVID-19 en Piauí, estado de Brasil, se registró el 19 de marzo de 2020. 
Al 3 de febrero de 2023, ha habido 422 372 casos confirmados y 8062 fallecidos en el estado.

## Cronología

### Marzo
19 de marzo: El departamento de Salud confirmó el primer caso de COVID-19 en el estado.
27 de marzo: Piauí registró su primera muerte por COVID-19 en Piracuruca. Era un hombre de 57 años, Antônio Nonato Lima Gomes, conocido como Antônio Felicia, el alcalde de la ciudad de São José do Divino. La información fue confirmada por el Departamento de Salud del Estado y el alcalde tenía antecedentes de diabetes. No tenía antecedentes de viaje.

## Registro
Lista de municipios de Piauí con casos confirmados:[actualizar]
| Posición | Municipio           | N.º casos | N.º muertes |
| -------- | ------------------- | --------- | ----------- |
| 1        | Teresina            | 420       | 13          |
| 2        | Parnaíba            | 26        | 3           |
| 3        | São Raimundo Nonato | 27        | 0           |
| 4        | Picos               | 28        | 1           |
| 5        | Piracuruca          | 8         | 2           |
| 6        | Água Branca         | 8         | 0           |
| 7        | Esperantina         | 15        | 0           |
| 8        | Floriano            | 7         | 0           |
| 9        | União               | 12        | 0           |
| 10       | Campo Maior         | 7         | 0           |
| 11       | Luís Correia        | 3         | 0           |
| 12       | Pedro II            | 3         | 1           |
| 13       | São José do Divino  | 3         | 1           |
| 14       | Bom Jesus           | 2         | 0           |
| 15       | Castelo do Piauí    | 2         | 0           |